# 一井淳治
一井 淳治（いちい じゅんじ、1936年2月11日 - 2023年10月31日）は、日本の政治家、弁護士（岡山弁護士会、一井法律事務所）。参議院議員（2期）を務め、民主党結成にも加わった。

## 来歴
東京大学法学部中退。1958年、司法試験に合格し司法修習13期（同期に堀田力、横山昭二、山花貞夫らがいた）。公明党顧問弁護士、岡山弁護士会副会長等を務めた。
1986年の第14回参議院議員通常選挙で岡山県選挙区に無所属で立候補し初当選。当選後、日本社会党に入党。1992年の第16回参議院議員通常選挙で再選。1995年、村山改造内閣の農林水産政務次官に就任。その後、社会民主党から旧民主党へ移籍。民主党結成後の1998年に行われた第18回参議院議員通常選挙で落選した。民進党では岡山県連顧問を務めた。
2023年10月31日、老衰のため岡山市の自宅で死去した。87歳没。死没日付をもって従四位に叙され、旭日中綬章を追贈された。

## 親族
- 長女の一井暁子は、2007年より岡山県議会議員を2期務めた。2012年、岡山県知事選挙に立候補したが落選している。